# Tabula

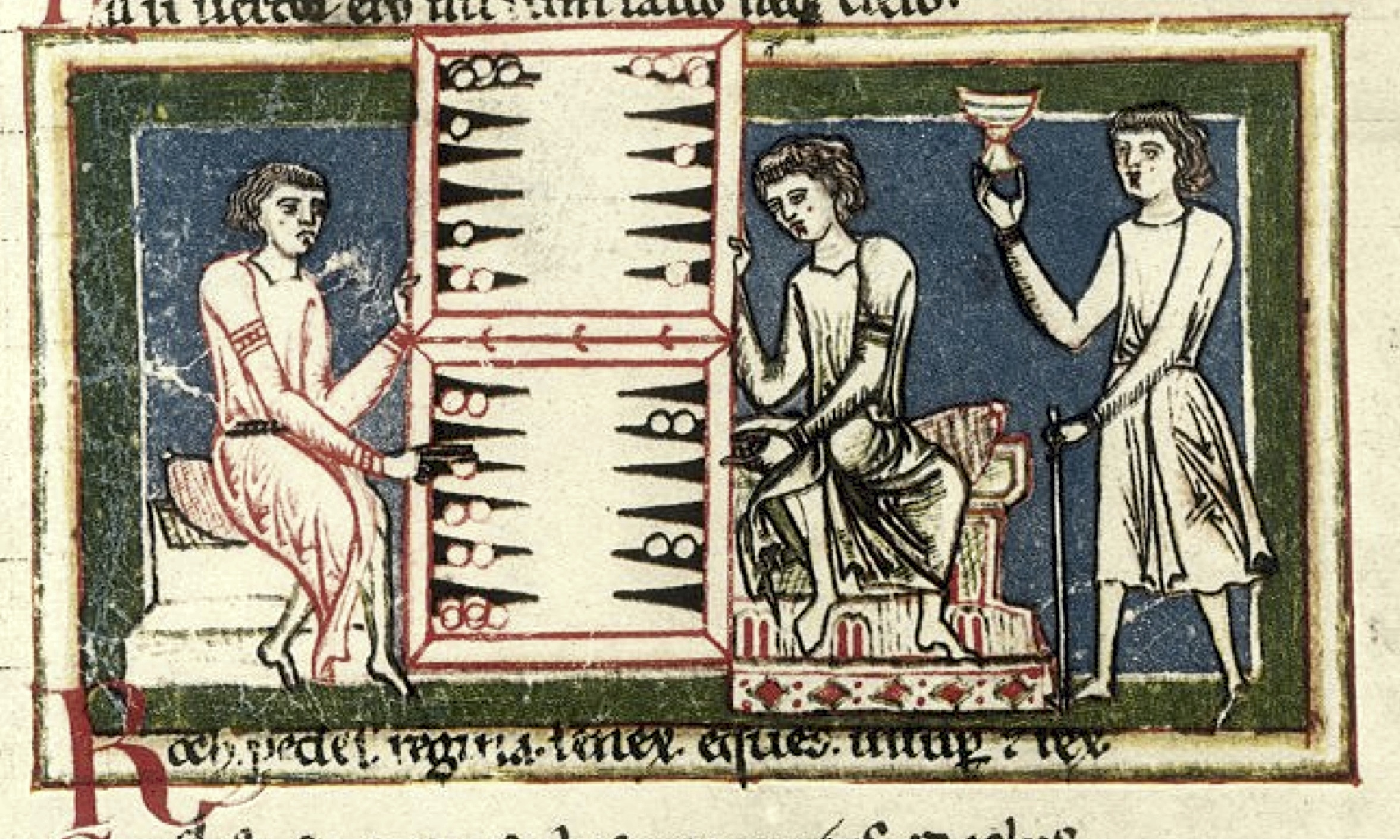
Mittelalterliche Darstellung von Tabula-Spielern
(13. Jahrhundert, Carmina Burana)

Tabula (lat.: das Brett) wird als Weiterentwicklung des römischen Spiels Duodecim Scripta angesehen und gilt heute als direkter Vorgänger des Backgammons. Allerdings ist zweifelhaft, ob tabula jemals die Bezeichnung eines bestimmten Spiels war. Ulrich Schädler (1995) argumentiert, dass das Wort lediglich einen weitverbreiteten Typ von Spielbrett bezeichnete, auf dem unterschiedliche Spiele gespielt werden konnten.